# Unità specializzata sicurezza voli sensibili
L'Unità specializzata sicurezza voli sensibili (USSVS, già conosciuta come "squadra laser") fa parte della struttura dell'ufficio di polizia di frontiera presso lo scalo aereo di Roma-Fiumicino della Polizia di Stato, che si occupa esclusivamente dei servizi di sicurezza aeroportuale nelle zone adibite ai check-in ed agli imbarchi dei voli che hanno come destinazione paesi considerati ad elevato rischio di attacco terroristico, quali Stati Uniti d'America ed Israele. L'istituzione di questa unità speciale è stata voluta per un più capillare controllo in uno degli aeroporti più importanti d'Italia, teatro di due importanti attentati terroristici di matrice islamica.

## Storia
L'aeroporto di Roma Fiumicino è stato colpito due volte da attentati terroristici di gruppi palestinesi legati a Abu Nidal.
Il primo nel 1973 (30 vittime e 20 feriti) ed il secondo nel 1985 (13 morti e 99 feriti). Quest'ultima fu perpetrata da uomini armati che entrarono all'interno del terminal gettando bombe a mano ed aprendo il fuoco con raffiche di mitra sui passeggeri in coda per il check-in presso gli sportelli della compagnia aerea israeliana El Al e di quella americana TWA, colpendo le loro vittime in modo indiscriminato. Morirono 13 persone e tra le vittime vi furono quattro statunitensi, tre greci, due messicani ed un algerino.
Furono quattro gli attentatori che presero parte all'attacco: tre furono uccisi dal personale di sicurezza israeliana, meglio conosciuti come Mossad, l'agenzia di intelligence ed un servizio segreto dello Stato di Israele che assolve al compito di studiare e prevenire, attraverso una fitta rete di informatori e operatori specializzati ed attraverso una intensa attività di spionaggio, attività che possano compromettere la sicurezza nazionale israeliana. Gli agenti del Mossad, che da sempre gestiscono le operazioni di accettazione per i voli della propria compagnia di bandiera, in quella circostanza furono rapidi nel rispondere al fuoco. Solo un attentatore, il capo del commando Mohammed Sharam, fu catturato vivo dal personale della Polizia di Stato. Le circostanze che portarono alla cattura di Sharam destano ancora qualche interrogativo.

## Organizzazione
Le Unità specializzate hanno sede presso l'aeroporto di Fiumicino (Roma) e l'aeroporto di Malpensa (Milano); a capo dell'intero corpo c'è un funzionario che espleta funzioni di polizia del ruolo dirigenziale della Polizia di Stato con la qualifica di dirigente superiore o primo dirigente.
Questa Unità è collocata nell'organigramma dell'ufficio di Polizia, alle dipendenze del settore di prevenzione e sicurezza, generalmente diretta, in subordine, da personale che espleta funzioni di polizia del ruolo commissari della Polizia di Stato, con la qualifica di vice questore aggiunto o commissario capo.

## Organico
L'USSVS nel 2005 contava 24 operatori, alle dipendenze dalla Direzione della V Zona della polizia di frontiera per il Lazio, l'Umbria e la Sardegna per quanto riguarda l'aeroporto di Fiumicino (Roma) e dalla Direzione II Zona della polizia di frontiera per la Lombardia presso l'aeroporto di Malpensa (Milano).
Ad inizio 2010 è stata costituita una USSVS presso la Direzione della VIII Zona della polizia di frontiera per l'Emilia-Romagna, le Marche e la Toscana, con competenza presso l'aeroporto di San Giusto (Pisa).

## Equipaggiamento e dotazione
Il personale è composto da unità specializzate nel "dispositivo di sicurezza aeroportuale", addestrati al centro addestramento e istruzione professionale (CAIP) di Abbasanta (Oristano) della Polizia di Stato, all'uso di armi corte e lunghe, automatiche e semi-automatiche, calibro 9x19 parabellum:

- pistola Beretta 92FS;

- pistola Beretta 92SB

- pistola mitragliatrice Beretta PM12S;

- pistola mitragliatrice Heckler & Koch MP5 a puntamento laser.
La loro divisa è una tuta operativa blu e il distintivo del reparto sulla manica destra.

La tuta si completa con una combat vest formata da un gilet con tasconi e un cinturone che ospita la fondina della pistola (in genere cosciale).

## Attività
L'Unità svolge operazioni di bonifica e di presidio di tutta la zona adibita ai voli ritenuti sensibili (come il terminal denominato "T5" dell'aeroporto di Fiumicino (Roma), sotto il profilo del rischio di attentato terroristico. All'interno del terminal, dedicato esclusivamente ai voli delle compagnie di bandiera americane ed israeliane:
- American Airlines (Stagionale: Chicago-O'Hare, New York-JFK)
- Arkia Israel Airlines (Tel Aviv)
- Delta Air Lines (Atlanta, Stagionale: New York-JFK, Detroit)
- El Al (Tel Aviv)
- Sunwing Airlines (Stagionale: Toronto-Pearson)
- United Air Lines (Washington-Dulles, Stagionale: Newark)
- US Airways (Filadelfia, Stagionale: Charlotte)

Dove vi è il controllo immediato dello svolgimento e della regolarità delle attività svolte: zona dedicata al profiling ed ai check-in e, con un controllo totale dall'alto sulla stessa zona.
Inoltre possono essere impiegati nei punti strategici del perimetro aeroportuale (ad esempio la pista, dove svolge attività operativa anche personale specializzato come i tiratori scelti o, gli shopping center) per prevenire o rispondere ad una eventuale minaccia.
Gli operatori dell'USSVS, vengono altresì impiegati nel servizio di "scorta e tutela" anche in abiti civili con a seguito armamento individuale e speciale di reparto (Heckler & Koch MP5-kurtz) all'interno della zona critica aeroportuale durante la partenza o l'arrivo di particolari personalità, soprattutto di rilievo internazionale. In questi casi, la giurisdizione di competenza inizia quando i VIP entrano dal cerimoniale di Stato dell'aeroporto di Fiumicino (Roma).